# Charles Butterworth
Charles Butterworth, född 26 juli 1896 i South Bend, Indiana, död 13 juni 1946 i Los Angeles, Kalifornien, var en amerikansk skådespelare. På 1920-talet och 1930-talet medverkade han i ett antal komedier och musikaler på Broadway. Han medverkade under åren 1929-1944 i över 40 filmer, vanligtvis i större komiska biroller, innan han avled i sviterna av en bilolycka 1946.
Han har tilldelats en stjärna på Hollywood Walk of Fame.

## Filmografi, urval
- 1932 – Din för i kväll
- 1933 – Ett farligt vittne
- 1934 – Vårflugan
- 1935 – En läkares samvete
- 1936 – Jag släpper dig ej
- 1937 – De möttes i Panama
- 1940 – Dans efter noter
- 1942 – Det spritter i benen